# Horror analogowy
Horror analogowy (ang. analog horror) – podgatunek horroru i odgałęzienie techniki filmów found footage, który miał wykształcić się w Internecie pod koniec lat 2000. i na początku lat 2010. za sprawą takich seriali internetowych jak No Through Road, Local 58, Gemini Home Entertainment i Marble Hornets.

## Charakterystyka
Horror analogowy charakteryzuje się zazwyczaj słabej jakości obrazem, tajemniczymi wiadomościami, niewielką ilością lub brakiem tradycyjnych jump-scare'ów i stylami wizualnymi nagrań telewizyjnych, lub analogowych z końca XX wieku. Ma to na celu dopasowania do treści, ponieważ horrory analogowe są zazwyczaj osadzone pomiędzy latami 60. a 90. XX wieku lub wykorzystują elementy z tego okresu. Filmy z gatunku horroru analogowego często wykorzystują zniekształcenia obrazu i dźwięku, a także efekty przypominające zakłócenia, które odtwarzają i podkreślają ograniczenia technologiczne. Nazwa „horror analogowy” pochodzi od estetyki włączenia do gatunku elementów związanych z elektroniką analogową, takich jak telewizja analogowa i VHS (Video Home System).
Wiadomo również, że gatunek ten pokazuje zmanipulowane, istniejące już wcześniej media z okresu, który próbuje naśladować, co jest widoczne np. w serialu The Mandela Catalogue. Dzieła takie jak The Backrooms (adaptacja creepypasty The Backrooms) replikują ograniczenia sprzętowe, aby ukryć efekty użycia programów Blendera i Adobe After Effects, dzięki czemu serial wydaje się bardziej realistyczny wizualnie.

## Przykłady
Większość najbardziej rozpoznawalnych horrorów analogowych stanowią seriale internetowe, z których część swoją fabułę opiera na creepypastach. Jako przykłady gatunku można wymienić:
- No Through Road (2009-2012)[2]
- Marble Hornets (2009-2014)[11]
- Local 58 (2015-2022)[11]
- Gemini Home Entertainment (2019-)[2][11]
- The Monument Mythos (2020-2023)[12]
- Backrooms (2020-)[13]
- The Mandela Catalogue (2021-)[14]
- Skinamarink (2022)[15][16]